# Игенчеляр (Гафурийский район)
Игенчеля́р (баш. Игенселәр) — деревня в Гафурийском районе Башкортостана, входит в состав Утяковского сельсовета. 

## Происхождение названия
Топоним представляет собой форму множественного числа от башкирского "игенсе" — хлебороб. Аналогичное название носит посёлок в Асекеевском районе Оренбургской области.

## Население
| 2002 | 2009 | 2010 |
| ---- | ---- | ---- |
| 104  | ↘97  | ↗107 |

## Географическое положение
Расстояние до:
- районного центра (Красноусольский): 18 км,
- центра сельсовета (Утяково): 6 км,
- ближайшей ж/д станции (Белое Озеро): 46 км.